# 15世紀香港
|        | 香港大事記 \| 香港歷史年表             |
| 世紀： | 14世紀香港 \| 15世紀香港 \| 16世紀香港 |

## 大事記
- 1426-35年，錦田鄧欽為其繼母黃氏修建凌雲寺。[1]
- 1444年，新田文氏建惇裕堂文氏宗祠。[2]
- 1453年，移官富巡檢司於屯門村，因舊署隔涉海道不便交通。[1]
- 1470年，新田建東山古廟。[1]
- 1471年，錦田鄧廷貞以書經中式，任江西省吉安府萬安縣教諭。[1]
- 1488-1505年，大嶼山大澳建關帝古廟。[1]